# Motorola International 3200

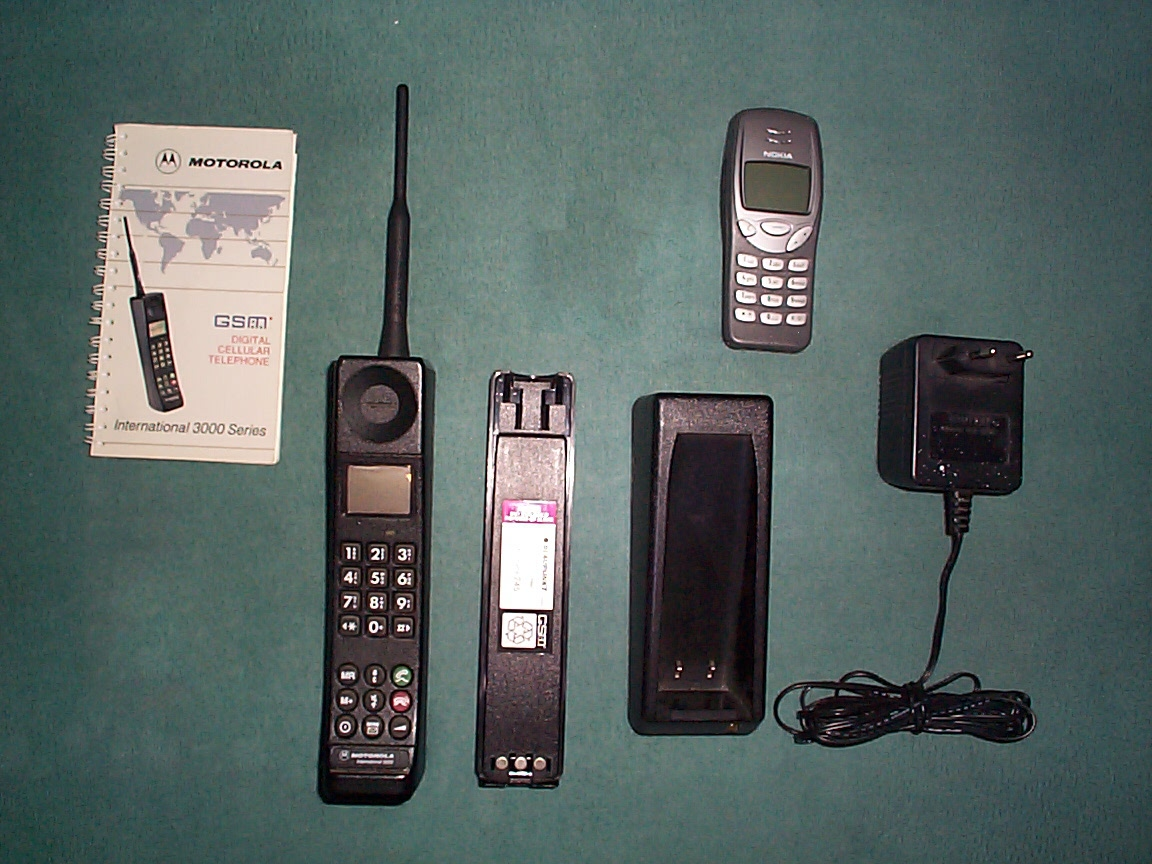
Un teléfono móvil Motorola International 3200 (en la parte inferior), con manual, cargador, y arriba a la derecha un moderno Nokia 3210 para compararlos

El Motorola International 3200 fue el primer teléfono móvil digital sostenible en una mano, fue presentado en 1992, seguido por los más compactos 5200, 7200 y 7500, introducidos en 1994. Aunque primero se lanzó el International 1000 y 2000, (bastante grandes =>pequeña maleta portátil), y aunque eran los primeros teléfonos portátiles GSM, no tenían certificación GSM, por lo tanto no podían conectarse oficialmente a la red (el primero en tener el certificado GSM fue el Orbitel TPU 900).
Debido a la avanzada tecnología GSM del 3200, las unidades existentes pueden seguir funcionando en cualquier red actual GSM de 900MHz que opere a día de hoy (no con SIM's 3G ).

## Características
Al igual que otros teléfonos móviles que lo precedieron, la forma (y el tamaño) del 3200  se asemejaba a un ladrillo, con los botones numéricos en el lado estrecho, junto con el auricular y el micrófono. En Alemania se llamaba "knochen", debido a su forma parecida a un hueso. Diseñado para trabajar exclusivamente en la banda GSM 900 MHz, la flexible antena era de dos tercios. El teclado  era de 21 botones, el estándar de un teclado numérico, además de otros nueve:
- MR (Leer Mem.)
- a/c (Alfa/Clear)
- Call (Llamar )
- M+ (Grabar Mem.)
- Fcn (Función)
- End (Fin)
- Pwr (Tensión)
- Menu (Menú /SMS)
- Vol (Volumen)

Iba equipado con una batería de 750 mAh que precisaba 5 horas para cargarse, el teléfono aguantaba 8 horas en modo de espera y de 30 minutos (señal débil) a 1 hora (llamadas cortas, buena señal) de tiempo de conversación. También se ofrecía como opción una batería de 1500mAh, que necesitaba10 horas para cargarse, con 16 horas de tiempo de espera o hasta 2 horas de tiempo de conversación.

## Versiones
Motorola en colaboración con Bosch presentó el teléfono "Bosch Cartel S". Era una copia idéntica al Motorola International 3200, pero con algunos cambios cosméticos: tenía los botones blancos y una batería Bosch, sin terminales de carga, y sin la marca de Motorola en su antena. Este modelo fue vendido en Alemania como el primer modelo de teléfono móvil GSM para las nuevas redes GSM  "D1 Telekom" y "D2 privat" lanzadas en 1992, con un contrato que en el año de su introducción, costaba entre 3,000 y 8,000 DM  (entre 2,355€ y  6,281€ ajustados a la inflación)
El International 3300 era una versión mejorada, que podía recibir SMS. El 3200 no podía ni recibir ni enviar mensajes SMS ya que estaba muy limitado en cuanto a la información que podía mostrar debido a la pequeña pantalla LCD de matriz de puntos.
Motorola también fabricó otros modelos de teléfonos móviles con el mismo estilo de "ladrillo" aparte del International 3200, como el Motorola Ultra Classic , el DynaTAC 8000x / 8500x / 8800x y el teléfono "California".